# 中华人民共和国机械电子工业部

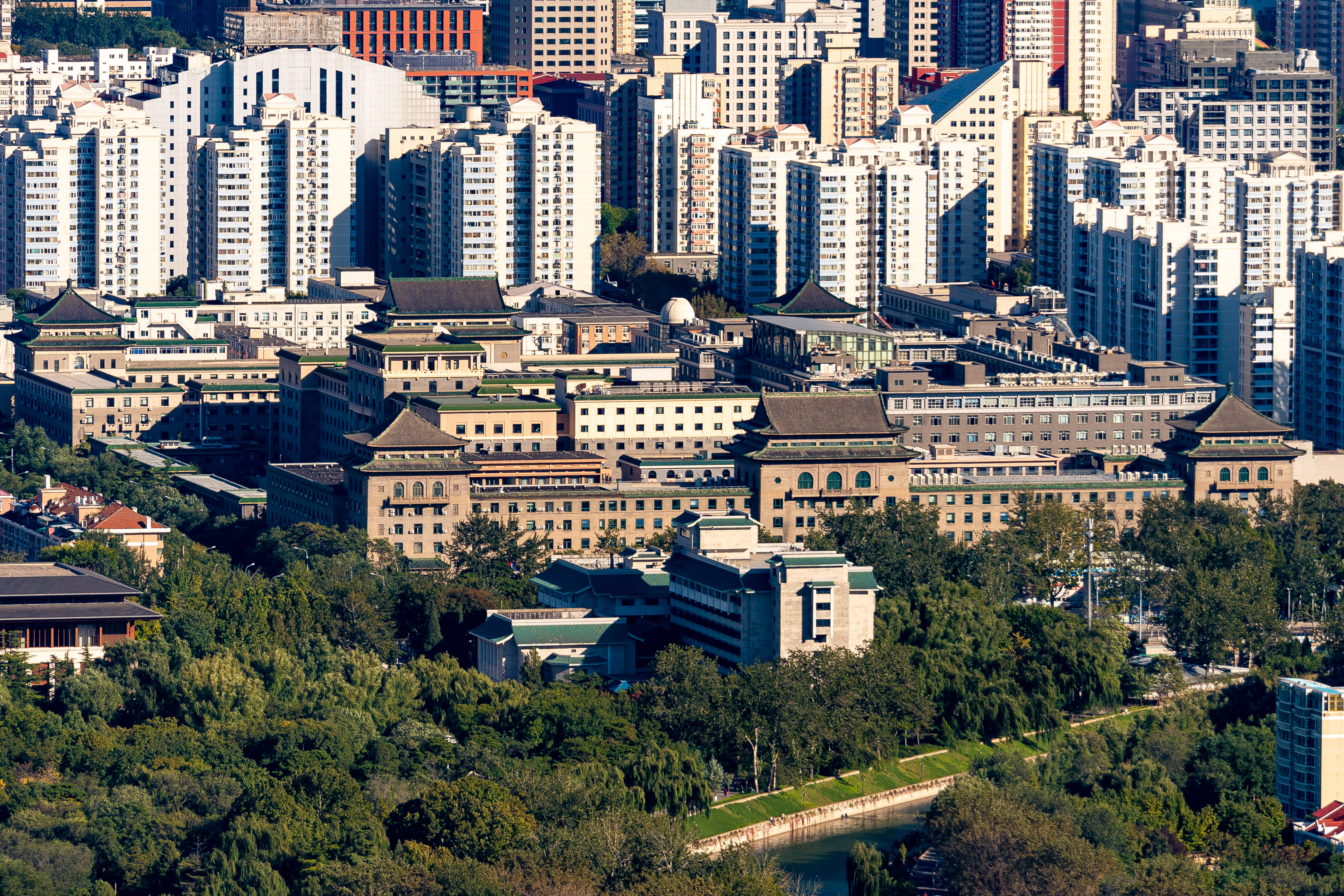
三里河路46号楼为一机部、机械部及机电部的原址

中华人民共和国机械电子工业部（简称机械电子部、机电部）是中华人民共和国国务院曾经存在的部門，位于北京市西城区三里河路46号。

## 历史
1988年4月9日，第七届全国人民代表大会一次会议通过撤销国家机械工业委员会和电子工业部，合并为机械电子工业部。设立职能司（厅）和机关党委共27个机构，行政编制1300人。
1988年8月24日国务院批准组建中国北方工业（集团）总公司，负责兵器工业的管理工作，实行计划单列，形式上仍由机械电子工业部实行行业管理。。1990年1月，经国务院、中央军委批准，在中国北方工业（集团）总公司的基础上，成立中国兵器工业总公司，负责行使兵器工业的行业管理职能。
经国务院批准，1990年6月6日中国电子工业总公司(正部级)正式挂牌成立，机电部副部长机械电子工业部任电子工业总公司党组书记、总经理。至此，原一机部、四机部、五机部合并组成的机械电子工业部事实上已经分为3个正部级实体。
1993年3月，將機械電子工業部又分成电子工业部和机械工业部。

## 机构设置
出处：
- 办公厅
- 综合计划司（全国机电工业全行业统筹规划领导小组办公室设在该司）
- 军工司
  - 军工动员处
- 经济调节司
- 第一装备司：电站设备、电机、电器
- 第二装备司：冶金、矿山、建材、港口设备
- 工程农机司：工程、建筑、筑路设备
- 第三装备司：石油、化工、地质机械、通用、印刷、橡塑、环保机械
- 工程农机司：农、牧、渔、林业机械规划、内燃机
- 机械基础产品司
- 机床工具司
- 仪器仪表司：仪器仪表、文化办公机械及衡器
- 船舶行业办公室
- 微电子与基础产品司
- 计算机司
- 通信产品司：电子消费产品、通信、广播、电视产品
- 电子行业发展司

## 历任领导
部长
1. 邹家华（1988年4月-1989年12月）
2. 何光远（1989年12月-1993年3月）

副部长
- 何光远(1988.5常务副部长、党组副书记-1989.12)
- 张学东(1988.5-1991.3)(其中1990.12-1991.3任常务副部长、党组副书记)
- 唐仲文(1988.5-1991.2)
- 曾培炎(1988.5-1993.5)(其中1991.4-1993.5任常务副部长、党组副书记)
- 赵明生(1988.5-1993.5)
- 胡启立(1988.5-1993.5)
- 陆燕荪(1988.5-1993.5)
- 张德邻(1988.5-1993.5)
- 包叙定(1988.5-1993.5)